# ORF III
ORF III è il terzo canale della televisione austriaca, nato al 26 ottobre 2011.
È dedicato a programmi culturali.
ORF III sostituisce il vecchio canale di TW1, nato a sua volta nel dicembre 1997.

## Moderatori e trasmissioni popolari
| Transmissioni popolari | Transmissioni popolari |
| ---------------------- | ---------------------- |
| kulturHEUTE/kulturWERK | Aus dem Rahmen         |
| Wiener Vorlesung       | Treffpunkt Medizin     |
| erLesen                | Inside Brüssel         |
| Was schätzen Sie?      | Im Brennpunkt          |
| Das ganze Interview    | Im Klartext            |
| Im Zeit-Raum           | Print.Talk             |

| Moderatori       | Moderatori       |
| ---------------- | ---------------- |
| Johannes Kaup    | Klaus Webhofer   |
| Christoph Takacs | Peter Fässlacher |
| Ani Gülgün-Mayr  | Raimund Löw      |
| Karl Hohenlohe   | Barbara Rett     |
| Heinz Sichrovsky |                  |

## Ricezione in Italia
Con l'introduzione della televisione digitale, tramite la Radiotelevisione Azienda Speciale i programmi di ORF III sono ricevibili gratuitamente in Alto Adige e, dal giugno 2013, in Trentino e nei comuni Ladini di Cortina d’Ampezzo, Livinallongo del Col di Lana e Colle Santa Lucia.